# Concepción (Antioquia)

Localização de Concepción, no departamento de Antioquia.

Concepción é uma cidade e município da Colômbia, no departamento de Antioquia. Dista 75 quilômetros de Medellín, a capital do departamento. O município possui uma superfície de 167 quilômetros quadrados.